# Преговори о ступању Совјетског Савеза у Тројни пакт
Преговори о ступању Совјетског Савеза у Тројни пакт одржани су у октобру и новембру 1940. у вези са потенцијалним присталицом Совјетског Савеза као четврте силе Осовине током Другог светског рата. Преговори, који су вођени током ере пакта Молотов-Рибентроп, укључивали су дводневну конференцију у Берлину између совјетског министра спољних послова Вјачеслава Молотова и Адолфа Хитлера и немачког министра спољних послова Јоахима фон Рибентропа. Након разговора, обе земље су размениле писане предложене споразуме.
После дводневних преговора од 12. до 14. новембра 1940. Немачка је Совјетима представила нацрт писаног споразума о пакту Осовине који је дефинисао светске сфере утицаја четири предложене силе Осовине (Немачка, Италија, Јапан и Совјетски Савез). Хитлер, Рибентроп и Молотов покушали су да поставе немачке и совјетске сфере утицаја. Хитлер је охрабрио Молотова да погледа на југ ка Ирану и коначно Индији, да сачува немачки приступ финским ресурсима и да уклони совјетски утицај на Балкану.
Молотов је остао чврст и настојао је да уклони немачке трупе из Финске и добије луку на Балтику. Совјетске спољнополитичке калкулације биле су засноване на идеји да ће рат бити дугорочна борба, па су немачке тврдње да ће Уједињено Краљевство бити брзо поражено третиране са скептицизмом. Поред тога, Стаљин је настојао да остане утицајан у Бугарској и Југославији. Ти фактори су довели до тога да Молотов заузме чврст став.
Према студији Александра Некрича, 25. новембра 1940. Совјети су представили Стаљинов писани контрапредлог којим се прихватају пакт четири силе, али укључује совјетска права на Бугарску и светску сферу утицаја, који ће бити усредсређен на област око Ирака и Ирана. Немачка није одговорила и оставила је преговоре нерешене.
У вези са контрапредлогом, Хитлер је својим највишим војним шефовима указао на то да Стаљин „захтева све више и више“, „он је хладнокрвни уцењивач“ и да је „немачка победа постала неподношљива за Русију“ тако да „она мора да се баци на колена као што пре." Немачка је окончала Пакт Молотов-Рибентроп јуна 1941. инвазијом на Совјетски Савез.
У наредним годинама, Совјетски информациони биро је објавио књигу под називом Фалсификатори историје, коју је углавном уређивао сам Стаљин, у којој је совјетски премијер тврдио да је он једноставно тестирао свог непријатеља. Ово је постала званична верзија догађаја која је опстајала у совјетској историографији све до распада Совјетског Савеза 1991. године. Према речима совјетског дипломате Виктора Исраелиана, књига „сигурно није учинила ништа да оповргне постојање совјетско-немачке сарадње у првим годинама Другог светског рата, сарадње која је у извесној мери помогла Хитлеровом плану“.

## Позадина

### Немачко-совјетски споразуми из 1939. и прошла непријатељства
Током лета 1939, након што је водио преговоре са британско-француским савезом и са Немачком о потенцијалним војним и политичким споразумима, Совјетски Савез је изабрао Немачку, што је резултирало немачко-совјетским трговинским споразумом од 19. августа који је предвиђао трговина извесном немачком војном и цивилном опремом у замену за совјетске сировине. Четири дана касније, земље су потписале споразум Рибентроп—Молотов, који је садржао тајне протоколе којима су државе северне и источне Европе подељене на немачку и совјетску „ сферу утицаја“.
Непосредно пре потписивања споразума, стране су се позабавиле ранијим непријатељствима, а немачки министар спољних послова Јоаким Рибентроп рекао је совјетским дипломатама да „не постоји проблем између Балтичког и Црног мора који се не може решити између нас двојице“. Дипломате из обе земље су се осврнуле на заједнички језик рекавши „постоји један заједнички елемент у идеологији Немачке, Италије и Совјетског Савеза: опозиција капиталистичким демократијама“, „ни ми ни Италија немамо ништа у заједничко са капиталистичким западом“ и „чини нам се прилично неприродним да социјалистичка држава стане на страну западних демократија“.
Немачки званичник је објаснио да је њихово претходно непријатељство према совјетском бољшевизму спласнуло са променама у Коминтерни и одрицањем Совјета од светске револуције. Један совјетски званичник окарактерисао је разговор као „изузетно важан”. Приликом потписивања, Рибентроп и Стаљин су уживали у топлим разговорима, разменили здравице и даље разговарали о својим ранијим непријатељствима између земаља 1930-их.
Рибентроп је изјавио да је Британија одувек покушавала да поремети совјетско-немачке односе, била је „слаба“ и желела да „пусти друге да се боре за њену дрску тврдњу да има светску власт“. Стаљин се сложио додајући: „Ако је Енглеска доминирала светом, то је било због глупости других земаља које су увек допуштале да буду блефиране“. Рибентроп је изјавио да Антикоминтернски пакт није био усмерен против Совјетског Савеза већ западних демократија, и „уплашио је углавном Лондонски Сити [британске финансијере] и енглеске трговце“.
Додао је да су се Берлинчани шалили да ће се Стаљин и сам придружити Антикоминтернанском пакту. Стаљин је предложио здравицу Хитлеру, а Стаљин и совјетски министар спољних послова Вјачеслав Молотов су више пута наздрављали немачкој нацији, пакту Молотов-Рибентроп и совјетско-немачким односима. Рибентроп је узвратио здравицом Стаљину и наздрављајући односима обе земље.
Када је Рибентроп отишао, Стаљин га је одвео у страну и изјавио да је совјетска влада врло озбиљно схватила нови пакт и да ће он „гарантовати часну реч да Совјетски Савез неће издати свог партнера“.

### Односи током поделе Пољске
Недељу дана након потписивања пакта Молотов-Рибентроп, подела Пољске започела је немачком инвазијом на западну Пољску.
Совјетска Коминтерна је суспендовала сву антинацистичку и антифашистичку пропаганду објашњавајући да је рат у Европи ствар напада капиталистичких држава једна на другу у империјалистичке сврхе.
Када су у Прагу у Чехословачкој избиле антинемачке демонстрације, Коминтерна је наредила Чешкој комунистичкој партији да употреби сву своју снагу да паралише „шовинистичке елементе“. Москва је убрзо приморала Француску комунистичку партију и Комунистичку партију Велике Британије да заузму антиратну позицију.
Две недеље након немачке инвазије, Совјетски Савез је извршио инвазију на источну Пољску у координацији са немачким снагама. Совјети и Немци су 21. септембра потписали формални споразум о координацији војних покрета у Пољској, укључујући „чишћење“ од диверзаната. У Лавову и Бресту одржана је заједничка немачко-совјетска парада.
Стаљин је у августу одлучио да ће ликвидирати пољску државу, а немачко-совјетски састанак у септембру се бавио будућом структуром „пољског региона“. Совјети су у септембру изјавили да морају ући у Пољску да би „заштитили“ своју етничку браћу Украјинце и Белорусе у њој од Немачке, али је Молотов касније признао немачким званичницима да је изговор био неопходан јер Совјети нису могли да нађу други изговор за своју инвазију.
Три балтичке државе описане у Пакту Молотов-Рибентроп (Естонија, Летонија и Литванија) нису имале другог избора осим да потпишу „Пакт о одбрани и узајамној помоћи“, који је Совјетском Савезу дозволио да у њима стационира трупе.

### Проширење сировинске и војне трговине
Хитлеров притисак на немачку инвазију на Пољску 1939. године ставио је огроман притисак на немачку ратну машину, која се постепено припремала за тотални рат тек 1942. или 1943. Недостатак сировина у Немачкој значио је да је морала да тражи повећање снабдевања споља. Међутим, дошло је до британске блокаде, због чега је била све очајнија за материјалима. Једина земља која је још увек могла да снабдева Немачку нафтом, гумом, манганом, житарицама, мастима и платином који су јој били потребни био је Совјетски Савез. У међувремену, потражња Совјета за произведеном робом, као што су немачке машине, расла је, а њихова способност да увозе ту робу извана се смањила када су многе земље престале са трговинским односима након што су се Совјети придружили пакту Молотов-Рибентроп.
Сходно томе, Немачка и Совјетски Савез су 11. фебруара 1940. ушли у замршени трговински пакт, који је био преко четири пута већи од оног који су обе земље потписале у августу 1939. године. Нови трговински пакт помогао је Немачкој да заобиђе британску блокаду.
Прве године Немачка је добила стотине хиљада тона житарица, уља и других виталних сировина, које су транспортоване преко совјетских и окупираних пољских територија. Поред тога, Совјети су обезбедили Немачкој приступ Северном морском путу и за теретне бродове и за нападаче (иако је само јуриш Комет користио руту пре јуна 1941). Ово је приморало Британију да заштити морске путеве и у Атлантском и у Тихом океану.

## Погоршање односа средином 1940. године

### Финска, Балтик и Румунија
У новембру 1939. Совјетски Савез је извршио инвазију на Финску, што је резултирало великим губицима и уласком у привремени мировни споразум у марту 1940. којим су Совјетском Савезу додељени делови Карелије и Сале (9% финске територије). Средином јуна 1940. године, док је међународна пажња била усмерена на немачку инвазију на Француску, совјетске трупе НКВД-а су извршиле рацију на граничне прелазе у Литванији, Естонији и Летонији и замениле сваку владу просовјетским политичарима, који су тада тражили улазак за своје земље у Совјетски Савез. У јуну, Совјети су поставили ултиматум тражећи Бесарабију и Буковину од Румуније. Након што су се Совјети договорили са Немачком да ће своја потраживања у Буковини ограничити на северну Буковину, Немачка је позвала Румунију да прихвати ултиматум. Два дана након уласка Совјетског Савеза, Румунија је пристала на совјетске захтеве, а Совјетски Савез је окупирао тражене територије, а такође и регион Херца, који није био укључен у ултиматум.
Совјетска инвазија на Финску, која јој је била тајно уступљена према тајним протоколима Пакта Молотов-Рибентроп, створила је домаће проблеме за Хитлера. Немачко становништво није знало за тајне протоколе који су делили сфере утицаја. Многи Немци су се противили совјетској инвазији, а Финска је имала блиске везе са Немачком. Хитлер је морао да одврати противљење немачкој просовјетској политици чак и од присталица Нацистичке партије. Подршка совјетској инвазији постала је један од идеолошки и политички најтежих аспеката пакта које немачка влада треба да оправда.
Тајни протоколи су довели до тога да Хитлер буде у понижавајућем положају да је био приморан да у журби евакуише етничке немачке породице, Фолксдојче, иако су они вековима живели у Финској и балтичким земљама, све време да би званично одобравали инвазије. Када су три балтичке земље, које нису знале за тајне протоколе, послале писма протестујући против совјетских инвазија у Берлин, Рибентроп их је вратио.
У августу је Молотов рекао Немцима да би са променом владе могли да затворе своје балтичке конзулате до 1. септембра Совјетске анексије у Румунији изазвале су додатно напрезање. Немачка је у тајним протоколима дала Бесарабију Совјетима, али не и Буковину. Немачка је желела 100.000 тона житарица за које је претходно уговорила са Бесарабијом, гаранције за безбедност немачке имовине, гаранције за 125.000 фолксдојчеа у Бесарабији и Буковини и уверавање да ће железничке шине са румунском нафтом остати на миру.

### Све већа зависност Немачке од сировина
У лето 1940. Немачка је постала још више зависна од совјетског увоза. Немачка окупација Француске, Холандије и Белгије створила је додатну потражњу и смањила могућности индиректне понуде. У поређењу са подацима из 1938. године, проширеној Великој Немачкој и њеној сфери утицаја недостајало је, између осталог, 500.000 тона мангана, 3,3 милиона тона сировог фосфата, 200.000 тона гуме и 9,5 милиона тона нафте. У међувремену, инвазије на Балтику довеле су до совјетске окупације држава на које се Немачка ослањала за 96,7 милиона рајхсмака увоза 1938. по уцењеним повољним економским условима, али из којих су сада морали да плаћају совјетске цене. Хитлер је све више веровао да је коначна инвазија на Совјетски Савез једини начин да Немачка реши ту кризу ресурса. Конкретни планови још нису направљени, али је Хитлер у јуну једном од својих генерала рекао да су му победе у западној Европи „коначно ослободиле руке за његов важан стварни задатак: обрачун са бољшевизмом“. Међутим, немачки генерали су рекли Хитлеру да би окупација Западне Русије створила „више одвод него олакшање немачкој економској ситуацији“.

### Суспензија совјетских сировина у Немачку
У августу 1940. године, Совјетски Савез је накратко обуставио своје испоруке према свом комерцијалном споразуму након што су односи били затегнути након неслагања око политике у Румунији, Совјетско-финског рата, заостајања Немачке у испоруци робе према пакту и Стаљинове забринутости да Хитлер рат са Западом могао би се брзо завршити након што Француска потпише примирје. Суспензија је створила значајне проблеме са ресурсима Немачкој.
Крајем августа односи су се поново побољшали пошто су земље прекројиле границе Мађарске и Румуније и измириле неке бугарске претензије, а Стаљин је поново био убеђен да ће се Немачка суочити са дугим ратом на западу са побољшањем Британије у ваздушној борби против Немачке и погубљењем споразума између Сједињених Држава и Британије у вези са разарачима и базама.
Међутим, крајем августа Немачка је уговорила сопствену анексију дела Румуније, која је циљала нафтна поља. Тај потез је подигао тензије са Совјетима, који су одговорили да је Немачка требало да се консултује са Совјетским Савезом у складу са чланом III Пакта Молотов-Рибентроп.

## Тројни пакт
Пре него што су склопили споразум са Италијом и Јапаном, немачки званичници су разговарали о изводљивости укључивања Совјетског Савеза као четврте чланице која ће усмерити совјетски фокус на југ, на Индијски океан и Персијски залив, од којих су оба била у британској сфери утицаја. Немачки званичници су наговестили да би били вољни да дају Совјетском Савезу слободу да делује источно од Дарданела.
Непосредно пре потписивања споразума, Немачка је обавестила Молотова да ће ући у пакт и да, иако то није експлицитно наведено, пакт је ефективно усмерен против „америчких ратних хушкача“ тако што им је демонстрирала лудост рата са три велике силе које су биле супротстављене њих. Москва је заправо била свесна предложених услова пакта из совјетских обавештајних извора у Јапану.
Дана 27. септембра 1940. Немачка, Италија и Јапан потписале су Тројни пакт, који је поделио свет на сфере утицаја и био имплицитно усмерен на Сједињене Државе. Пакт је садржао експлицитну одредбу (члан 5) у којој се наводи да се не тиче односа са Совјетским Савезом. Молотов, забринут да пакт садржи тајни кодекс који се посебно односи на Совјетски Савез, покушао је да извуче информације од јапанског амбасадора у Москви, Того.
У кућној посети, немачки војни аташе у Совјетском Савезу Ернст Костринг изјавио је 31. октобра да „у мени стално расте утисак да Руси желе да избегну било какав сукоб са нама”.
У међувремену, од августа до октобра, Немачка је водила масовну ваздушну кампању против Британије како би се припремила за операцију Морски лав, план за инвазију Британије.

## Рат или пакт на вишем нивоу
Хитлер се током лета колебао између планова да нападне Совјетски Савез или да му понуди део споразума као што је пакт Молотов-Рибентроп, осим оног који би гледао на југ, где би Совјети добијали луке само на западној страни Црног мора, или би могао добити Босфор ако би Немачка задржала пријатељску државу треће стране са приступом, као што је Бугарска.
Немачки амбасадор у Москви, Фридрих фон дер Шуленбург, размишљао је о потенцијалном пакту четири силе од колапса Француске у јуну. Након што је тајно сазнао за Хитлерове потенцијалне планове совјетске инвазије, којима се он супротстављао, фон дер Шуленбург и други почели су да покушавају да утичу на Хитлера и његов контингент да бар продуже до њиховог споразума све док су руске претензије остале у областима Турске и Ирана. Чак је у својим извештајима Берлину сакрио сумње Совјета у немачку добру веру након анексије у Румунији.
Костринг, фон дер Шуленбург и други су саставили нацрт меморандума о опасностима немачке инвазије на Совјетски Савез који је укључивао да ће Украјина, Белорусија и балтичке државе на крају бити само додатни економски терет за Немачку. Државни секретар немачког министарства спољних послова Ернст фон Вајцекер је тврдио да су Совјети у свом садашњем бирократском облику били безопасни, да окупација не би донела добит Немачкој и „зашто се не би динстала поред нас у свом влажном бољшевизму?“

## Размена Стаљин-Рибентроп у октобру
У октобру 1940. Стаљин је затражио да се Молотову дозволи да разговара са Хитлером о будућим односима земаља. Рибентроп је одговорио Стаљину у писму да „по мишљењу Фирера... изгледа да је историјска мисија четири силе — Совјетског Савеза, Италије, Јапана и Немачке — да усвоје дугорочну политику и да усмеравају будући развој њихових народа у праве канале разграничењем њихових интереса у светским размерама“.
Достава Рибентроповог писма Стаљину је одложена. То је резултирало, после ранијих новинских прича, да идеје више нису деловале „свеже“, што је довело до тога да се Рибентроп обруши на особље немачке амбасаде у Москви. Предајући писмо, фон Шуленбург је изјавио да ће Берлинска конференција бити прелиминарни састанак који претходи сазивању четири силе.
Стаљин је био видно задовољан позивом на разговоре у Берлину. Стаљин је написао писмо одговарајући Рибентропу о склапању споразума о „трајној основи“ за њихове „заједничке интересе“.
Костринг је 6. новембра написао да „пошто је Геринг сада ставио наше војне испоруке у равнотежу са руским, можемо се надати да ће се преговори завршити у миру и пријатељству”. Током прве две недеље у новембру, немачки и совјетски економски преговарачи у Москви имали су умерен успех. Немачки војно-економски преговарачи су се надали успеху у преговорима, делом зато што су сматрали да ће то ојачати њихове аргументе против Хитлерове политике, која је била све више антисовјетска.
Дана 1. новембра, начелник Генералштаба армије Франц Халдер се састао са Хитлером и написао: „Фирер се нада да може да уведе Русију на антибритански фронт“. Након што је Френклин Д. Рузвелт победио на председничким изборима четири дана касније након што је обећао да неће бити страних ратова ако буде изабран, Гебелс је приметио да „после његове изјаве Рузвелт тешко да ће моћи да активно уђе у рат“. На састанку са Бенитом Мусолинијем, Рибентроп је објаснио немачки став о састанцима да ће киселински тест бити став Совјета на Балкану. С обзиром на то да су Балкан и Босфор потенцијално „опасно преклапање интереса“, ако би Совјети одступили од тога, то би била мирна, па чак и пожељнија алтернатива инвазији.
Хитлер је открио Мусолинију да није очекивао да ће Совјетима удовољити осим што ће присилити Турску да попусти неким гаранцијама на Босфору. Такође, није желео да Стаљин узме румунску улазну тачку на Босфор и навео да „једна румунска птица у руци вреди више од два Руса у жбуњу“. Међутим, Хитлер је изјавио да је скептичан јер верује да је Стаљин опседнут Дунавом и Бугарском. Немачка је била свесна да је Совјетски Савез покушао да пружи гаранције Бугарској да постане њен савезник и да је Бугарска то одбила.

## Молотов путује у Берлин

### 12. новембар
Стаљин је послао Молотова у Берлин да преговара о условима да се Совјетски Савез придружи Осовини и потенцијално ужива у плену пакта. Молотов је провео већи део пута до Берлина тражећи прислушне уређаје у свом вагону. Молотовљев воз је стигао у 11:05 пре подне 12. новембра. Био је лош знак за успех што је фон Шуленбург, архитекта састанка, био искључен. Молотова је Рибентроп дочекао на железничкој станици украшеној совјетским и немачким заставама изнад велике корпе са цвећем, уз оркестар који је свирао Интернационалу у Немачкој први пут од 1933. године Након кратког доручка, разговори су почели истог дана у хотелу Сцхлосс Беллевуе. Након распада Совјетског Савеза, један московски часопис је објавио одређене одабране преписке откривајући да је Стаљин помно надгледао Молотовљеве разговоре путем телеграма, али неки од тих телеграма остају необјављени.
На почетку је Рибентроп изјавио: „Енглеска је поражена и само је питање времена када ће признати свој пораз... Британској империји је сада стигао почетак краја. Даље је изјавио да „улазак Сједињених Држава у рат нема никакве последице по Немачку. Немачка и Италија никада више неће дозволити да се англосаксонци искрцају на европски континент... Ово није уопште војни проблем... Силе Осовине, дакле, не размишљају како могу да добију рат, већ колико брзо могу да окончају рат који је већ добијен“. Он је даље навео да су Немачка и Совјетски Савез заједно „одрадили добар посао“.
Сходно томе, Рибентроп је закључио да је дошло време да четири силе (Немачка, Совјетски Савез, Италија и Јапан) дефинишу своје „интересне сфере“. Он је навео да је Хитлер закључио да ће се све четири земље природно ширити "у правцу југа". Рибентроп је рекао да се пита да ли би Совјети могли да скрену на југ према мору, а Молотов је упитао: "Које море?" Рибентроп је изјавио да би се „дугорочније најповољнији приступ мору за Русију могао наћи у правцу Персијског залива и Арапског мора “.
Што се тиче поделе света на четири сфере утицаја, Молотов је рекао да је нова идеја „веома интересантна” и вредна расправе у Москви уз учешће Рибентропа. Стаљина је изнервирао Молотовљев телеграм у којем се наводи да је пакт Молотов-Рибентроп „исцрпљен“ са изузетком финског питања, при чему је Стаљин изјавио да ће му се сви будући споразуми додати само зато што служи као темељна основа за Совјетско-немачки односи.
Поподне, Молотов је посетио Хитлера у канцеларији Рајха. Хитлер је такође говорио о задавању тог „коначног ударца против Енглеске“ и навео да је „време да се размисли о подели света после наше победе“. Поводом "проблема Америке", према речима Ширера, он је навео да она не може "угрозити слободу других народа пре 1970. или 1980. године". Хитлер и Молотов су се сложили да Сједињене Државе немају посла у Европи, Африци или Азији. Хитлер је изјавио да нема суштинских разлика између две земље у њиховој тежњи за „приступом океану”. Молотов је изразио сагласност са Хитлером о улози Америке и Британије и о совјетском учешћу у пакту Осовине у принципу, али само ако би Совјети могли да учествују као активни партнер. Истог дана, Немачка је такође одложила своје планове за инвазију на Британију за следећу годину због неуспеха у ваздушној кампањи против Британије.
Молотов се сложио са Хитлером да међу државама нема нерешених проблема осим Финске. Када се Молотов вратио у хотел, изјавио је да му је „лакнуло због Хитлерове љубазности“. У телеграму Молотову те ноћи, Стаљин је инсистирао на томе да се безбедност Совјетског Савеза не може обезбедити „без обезбеђивања мира у области мореуза“ у вези са Босфорским мореуском за улазак у Црно море. То је било директно повезано са совјетско-бугарским споразумом о проласку совјетских трупа за „одбрану уласка у Црно море“. Стаљин је додао да „ово питање и даље има актуелну важност и не дозвољава никакво одуговлачење”.

### 13. новембар
Молотов и Хитлер су наставили разговоре следећег јутра. Молотов је тражио да зна зашто су немачке трупе окупирале Финску, а Хитлер је одговорио да путују кроз Финску у Норвешку и питао се да ли Совјети намеравају да ратују због Финске. Иако се Хитлер сложио да је Финска у сфери утицаја Совјета, он је такође нагласио да Немачка има легитиман ратни интерес у снабдевању Финске никлом и дрветом и да би сваки нови сукоб на Балтику довео до озбиљног заоштравања односа. Молотов је закључио да од даљих разговора о Финској не може бити ништа добро и навео да не види знаке било каквог обнављања совјетско-финског сукоба. Према Хитлеру, међутим, Молотов је изјавио, „Русија се поново осећала угроженом од Финске, Русија би требало да буде у стању да ликвидира Финску“, што је за њега „било прво питање на које ми је било тешко да одговорим. Али нисам могао другачије него да одбијем ово".
Молотов је пренео Стаљинов интерес да преиспита статус Босфора и тражио је гаранцију за Бугарску, барем у принципу. Молотов је касније приметио да је Хитлер постао „изразито узнемирен“ на захтев да се укину гаранције Румунији. Молотов је навео Стаљинову жељу да Бугарској да гаранцију сличну оној коју су Немачка и Италија дале Румунији. Хитлер је истакао да су Совјети ушли у Буковину у Румунији, што је превазишло Пакт Молотов-Рибентроп. Хитлер је навео да су стране претходно усмено договориле да бивше аустријске територије, попут балканских држава у оквиру Аустро-Угарског царства, потпадну у немачку сферу утицаја. Хитлер је истакао да је примарни циљ пакта Молотов-Рибентроп био обнављање старих империја земаља. Стаљин је, још увек надајући се да ће добити нацрт споразума, телеграмом пратио разговоре и послао телеграм Молотову да подсети Хитлера на важност обезбеђења Босфора који је објаснио догађаје из Кримског рата. Хитлер је изјавио да не може да доноси одлуке у вези са Бугарском док не разговара са италијанским лидером Бенитом Мусолинијем.
Хитлер је променио тему на шире питање могућности које су му биле доступне након освајања Енглеске. Хитлер је рекао Молотову:
| „ | Након освајања Енглеске, Британско царство ће бити подељено као гигантско имање широм света у стечају од четрдесет милиона квадратних километара. У овој банкротираној имовини за Русију би био приступ океану без леда и стварно отвореном. До сада је мањина од четрдесет пет милиона Енглеза владала шест стотина милиона становника Британске империје. Хтео је да згази ову мањину... У таквим околностима појавиле су се светске перспективе... Све земље које би евентуално могле да буду заинтересоване за стечајну масу морале би да прекину све међусобне контроверзе и да се баве искључиво подела Британске империје. То се односило на Немачку, Француску, Италију, Русију и Јапан. | ” |

Молотов је рекао Хитлеру да је „сада дошло време да се разговара о ширем споразуму између СССР-а и Немачке“, али је совјетска влада прво желела да сазна тачно значење „новог поретка у Европи“ у вези са земљама учесницама и крајњим циљевима пакт. Молотов је тада требало да се тог поподнева састане са Рибентропом.
У телеграму који је Молотов послао Стаљину на састанку са Хитлером је истакнуто „велико интересовање Хитлера за постизање споразума и јачање пријатељских односа са СССР-ом у погледу сфера утицаја“. Молотов је изјавио да његов разговор ни са Хитлером ни са Рибентропом није дао жељене резултате, пошто питања са Турском и Балканом нису била решена.
Због британског ваздушног бомбардовања, Рибентроп и Молотов су те ноћи водили разговоре у склоништу за ваздушне нападе. Рибентроп је поновио да су главни циљеви дефинисање интереса четири силе и постизање споразума са Турском о питању Босфора. Рибентроп је предложио неколико паралелних корака које би странке тада требало да предузму, као што је Молотов који је разговарао о питањима покренутим у Берлину са Стаљином, док је Рибентроп о њима разговарао са Јапаном. Немачка, Италија и СССР би такође извршили притисак на Турску да пристане на совјетске захтеве у вези са Босфором. Након тога, стране би преговарале и израдиле нацрте поверљивих докумената имајући у виду да би коначни споразум био совјетски улазак у Осовину. Оно што Молотов није знао је да је Хитлер исте ноћи издао тајно "Упутство бр. 18", наводећи своје снаге да наставе да се припремају за рат на истоку "без обзира на резултате које су ове расправе донеле".

### Немачка је предложила нацрт споразума
Рибентроп је дао Молотову нацрт споразума у противваздушном склоништу са два дела. Као што је то постала пракса између страна, један део је био споразума који ће на крају бити јавно објављен, а други је садржао тајни споразум. Јавни део садржао је споразум са роком трајања од десет година по коме ће стране поштовати природне интересне сфере једне друге, а Немачка, Италија и Јапан потврдити своје признање постојећих совјетских граница.
Нацрт тајног споразума садржао је обавезу да се не учлањују ни у један савез усмерен на четири потписника и да једни другима помажу у економским питањима. Тајни споразум је садржао протокол који је дефинисао територијалне циљеве четири потписнице, при чему Немачка полаже право на Централну Африку, Италију у северној и североисточној Африци, Јапан у југоисточној Азији и совјетску зону на „центар јужно од националне територије Совјетског Савеза Уније у правцу Индијског океана.” Други тајни протокол предвиђао је да Немачка, Италија и Совјетски Савез „ослободе“ Турску њених међународних обавеза са Британијом да гарантује њене границе.
Молотов је навео да је Совјетски Савез забринут за неколико европских питања, попут Турске и Бугарске, али и за судбину Мађарске, Румуније, Југославије и Грчке. Осим тога, Совјети су били заинтересовани и за питање шведске неутралности и изласка из Балтичког мора. Молотов је такође оштроумно приметио да ако је судбина Енглеске запечаћена, зашто су разговарали у склоништу за ваздушне нападе.

### Реакција на Молотовљево путовање
Вест да је Молотов водио разговоре у Берлину у почетку је запрепастила светске медије, а британска штампа је покушавала да утврди да ли се Совјети спремају да се придруже пакту Осовине. Када се Молотов вратио, приметио је да састанак није донео „ништа чиме би се могао похвалити” и да се више не помиње планирано путовање Рибентропа у Москву, али да је немачки нацрт предлога довео до самозадовољног, а не кризног приступа наставка преговора „дипломатским каналима”. Немци про-„континенталног блока“ у Рибентроповом окружењу очекивали су да ће Стаљин на крају попустити, с обзиром на слабост Црвене армије. Вајцекер је прокоментарисао да „можемо да наставимо још дуго“ и да је „рат са Русијом немогућ све док смо заузети Енглеском, а после ће бити непотребан“. Костринг је 14. новембра поновио своје уверење да Совјети заиста нису имали агресивне планове. Напротив, „Молотовљево путовање (у Берлин) је за мене само још један доказ идеје коју сам дуго заступао, наиме, да Совјетски Савез жели да има мир са нама, јер не може очекивати никакву корист од сукоба са нама.... Одлучујући фактор у [изазвању] совјетске жеље за миром је и остаје показана снага наше војске“.

## Бугарски притисак и изненађење
Хитлер је већ издао тајну директиву о евентуалним покушајима инвазије на Совјетски Савез. Још није напустио могућност других политичких исхода и још је говорио о „великој светској коалицији која се протезала од Јокохаме до Шпаније“, али је одлучио да не одустане од Балкана.
У међувремену, Совјети су одмах позвали бугарског амбасадора у Министарство спољних послова и изјавили да Совјети морају да склопе договор са Бугарима пре него што се придруже Осовини и да Немачка покушава да од њих направи марионетску државу. Бугари су одбили понуду и процурили је у Немачку. Хитлер се још надао да ће одвратити Стаљина од давања гаранција Бугарској ако се питање Босфора може решити, и притискао је бугарског амбасадора да се Совјети могу убедити против отпора ако се Бугари придруже пакту, и упозоравао је на страхоте совјетске окупације.
Совјети су у међувремену приредили највеће изненађење. У ненајављеној посети Софији 25. новембра, Совјети су бугарском премијеру Богдану Филову рекли да ако Бугарска дозволи приступ совјетским трупама, Совјети су спремни да одустану од приговора на улазак Бугарске у Осовину, и што је најчудније, Совјети су изјавили да то вероватно не би представљало проблем, јер би "веома вероватно, скоро сигурно" довело до самог уласка Совјета у Осовину. Запрепашћени Филов је изјавио да то захтева даље размишљање. Совјетски преговарачи су закључили да је бугарска влада „већ до краја посвећена Немачкој“.

## Совјетски контрапредлог споразума
Стаљин је шефу Коминтерне, Бугарину Георгију Димитрову, рекао да Немачка жели Италију на Балкану, али у крајњој линији није имала другог избора него да призна совјетске интересе у одржавању приступа Црном мору и да увери да Босфор неће бити коришћени против њих.
Стаљин је упутио Молотова да изради нови пакт много већег обима, укључујући поделу Европе, Азије и Африке између четири силе. Дана 25. новембра, истог дана када је изненађујућа изјава о совјетском отпору придруживању Бугарске Осовини и потенцијалном совјетском придруживању пакту , Совјети су понудили контрапредлог Рибентроповом нацрту споразума. Почело је „Совјетска влада је спремна да прихвати нацрт Пакта четири силе о политичкој сарадњи и економској узајамној помоћи“. Уместо два тајна протокола, Стаљин је предложио пет:
1. Немачке трупе би напустиле Финску у замену за совјетску гаранцију за наставак испоруке никла и дрвета и мир са Финском
2. Пакт о узајамној помоћи који ће бити потписан са Бугарском у наредних неколико месеци који би дозволио совјетске базе
3. Центар совјетске територијалне доминације био би јужно од Бакуа и Батумија (луке сада у Азербејџану и Грузији, јужно од којих су Ирак и Иран)
4. Јапанско одрицање од права на концесије за нафту и угаљ северног Сахалина у замену за одговарајућу компензацију
5. Потврда да је совјетско-бугарски споразум о узајамној помоћи био политичка неопходност.

Предлози су долазили истовремено са масовно повећаним економским понудама. Совјети су обећали до 11. маја 1941. испоруку 2,5 милиона тона житарица, 1 милион тона више од њихових садашњих обавеза. Они су такође обећали пуну одштету за имовинска потраживања Фолксдојчеа.

## Немачка реакција
Немачки преговарач Karl Schnurre, који није могао да сакрије своје одушевљење понудом, одмах је телеграмирао Берлину да „с обзиром на садашњи статус преговора овде, данашње Молотовљеве изјаве морају се посматрати као изненађујући показатељ добре воље совјетске владе. Молотовљев предлог о надокнади имовинских захтева у балтичким државама знатно превазилази наша очекивања“.
Хитлер је, међутим, видео совјетске територијалне амбиције на Балкану као изазов за немачке интересе и видео је план као ефективно претварање Бугарске у додатак пакту Осовине. Молотов је у неколико наврата тражио од немачких званичника одговор на контрапредлоге Москве, али Немачка им никада није одговорила. Одбијање Немачке да одговори на контрапредлог погоршало је односе између земаља. Поводом контрапредлога, Хитлер је својим највишим војним шефовима приметио да Стаљин „захтева све више и више“, „он је хладнокрвни уцењивач“ и да је „немачка победа постала неподношљива за Русију“ тако да „она мора да се баци на колена као што пре".
Хитлер је 5. децембра примио војне планове за могућу инвазију и све их одобрио, са распоредом који би требало да почне у мају 1941. Хитлер је 18. децембра 1940. године потписао Фирерову директиву бр. 21 немачкој врховној команди за операцију, сада под кодним називом Операција Барбароса, у којој се наводи: „Немачки Вермахт мора бити спреман да сломи Совјетску Русију у брзој кампањи“. Датум инвазије одређен је за 15. мај 1941. Са друге стране границе, Стаљин је очекивао евентуални рат против Немачке. Обраћајући се својим генералима у децембру, Стаљин је поменуо Хитлерово спомињање совјетског напада на Мајн Кампф и изјавио да они увек морају бити спремни да одбију немачки напад, да је Хитлер мислио да ће Црвеној армији требати четири године да се припреми и тако „ми мора бити спреман много раније“ и да ћемо „покушати да одложимо рат за још две године“.
Дана 17. јануара 1941, седам дана након немачко-совјетског граничног и трговинског споразума, Молотов је питао немачке званичнике да ли би стране тада могле да направе споразум за улазак у Пакт Осовине. Молотов је изразио чуђење због изостанка било каквог одговора на понуду Совјета од 25. новембра да се придруже пакту и никада није добио одговор. 1. марта 1941. Бугарска се придружила Осовини, што је додатно узнемирило Стаљина након што је Немачка наставила да игнорише Стаљинов предлог за улазак у Осовину од 25. новембра 1940. године. После шест месеци припрема, Немачка је 22. јуна 1941. напала Совјетски Савез, што је окончало сваку наду за предложени савез.
Фон дер Шуленбург је погубљен као један од завереника у завери 20. јула 1944. за атентат на Хитлера.

## Послератне совјетске реакције:фалсификатори историје
Године 1948, месец дана након што су Сједињене Државе јавно објавиле документе министарства спољних послова нацистичке владе који описују преговоре, Совјетски биро за иностране информације написао је одговор у књизи, Фалсифиерс of Хистори. Након што је добио преводе новообјављених докумената, Стаљин је лично уредио, ударио и преписао руком читаве делове нацрта које је добио о Фалсификатима пре објављивања књиге у фебруару 1948.
У Фалсифиерс, Стаљин је тврдио да је он само "испитао" Немачку у преговорима Осовине и да је потпуно одбацио Хитлеров предлог да подели поделу света. Та верзија је опстајала без изузетка у свим историјским студијама, званичним извештајима, мемоарима и уџбеницима објављеним у Совјетском Савезу до 1990. године. Према речима његове ћерке Светлане Алилујеве, она се „сећала како је њен отац после [рата] рекао: Заједно са Немцима били бисмо непобедиви”.